# Allium montelburzense
Allium montelburzense är en amaryllisväxtart som beskrevs av R.M.Fritsch, Salmaki och Zarre. Allium montelburzense ingår i släktet lökar, och familjen amaryllisväxter.
Artens utbredningsområde är Iran. Inga underarter finns listade i Catalogue of Life.